# 佐藤麻美
佐藤麻美（1975年2月23日—），是一位日本女性播報員，目前於北海道電視台（HTB）服務。身高163公分，血型A型。
暱稱是「マミ」、「マミちゃん」、「マミ部長」。

## 來歷
1998年，畢業於南山大學經濟學部，之後進入北海道電視台擔任主播。他的首個工作是「遊覽夢想的土地」（日语：遊々ゆめらんど）。
2003年3月開始，於綜藝節目「大泉洋吃遍日本」（又譯：全國省道挑食中）演出，知名度也因此上升，再加上Impress TV的配信以及也在SKY PerfecTV!（朝日電視台Channel!）上播放，使得知名度又擴展至全國方面。另外，也同時演出鬧鐘電視（富士電視台）等其他電視網的電視節目。
於節目「大泉洋吃遍日本」中，被稱作。
興趣是旅行、觀賞電影、外出用餐。對於料理相當擅長，自己曾經展露可以不需庖丁，而臨時起意運用碟的尖銳處切食物。
2006年3月，取得「蔬菜&水果專家」的資格（3階段的中級課程，及格率約兩成左右）。
2007年12月，目標取得「調味料專家」資格，透過相關過程後順利通過。
2008年1月6日，與同電視台的新人主播大野惠組隊參加「面板猜謎25」。
2009年5月，獲得關於研究與美容相關的蔬菜和果物等的「Beautiful美容自我顧問」的資格。。
全部的蔬菜和肉類都喜歡（特別關注新型蔬菜），尤其是野生肉類。
不喜歡包子等餡類食物（也有例外，例如白松餡餅）、蒸蠶蛹（一種韓國食物）。食物以外的有鬼屋。
2009年8月15日，在節目「Skip (情報節目)」以及同年9月4日的播客，公開結婚的消息。
2012年7月31日，節目「大泉洋吃遍日本」播出後，在8月2日宣布開始休產假。11月，長男出生（2013年1月23日）。
2013年6月25日，經過九個月的產假後，正式復歸。

## 人物
- 到目前為止印象最深的工作是，到澳洲跳傘並大喊節目名稱。
- 認為自己容易掉淚。
- 有吃下碗子荞麦（日语：わんこそば）（一種蕎麥麵）145碗的紀錄。（達成節目「飯糰要加熱嗎」的企畫）
- 曾經在三天兩夜的外景取材中就胖了3.5公斤，於是下一次取材時特別節食（但從2007年10月起，體重卻難以下滑甚至控制[3]），正在苦戰中）。每天早晚必定要秤量體重，也因此於未婚時期表示「我不和比我吃更少的人結婚」。
- 不擅長大胃王比賽，於節目企畫經常挑戰失敗。
- 母親的娘家賣酒，家裡都用當地語言「函館話」對話。
- 母親原姓佐藤。
- 最得意的卡拉OK歌曲是岩崎良美的「Touch」，另外對於「愛的迷戀（日语：魅せられて）」和「愛情誕生的日子」也唱得不錯。此外，也覺得自己擅長模仿Bobby Ologun和真矢美季（儘管被認為並不像）。
- 旅行前會徹底研究相關的情報。
- 大學時期，在鶴舞站附近的「串太郎」打工兩年。
- 北海道以外，最想住在金澤（魚相當美味、也有加賀蔬菜）。
- 也在關注生態運動，使用「My筷」吃飯（加上節目「飯糰要加熱嗎」的相關物品）。「My筷」也是節目的商品企畫。
- 「大泉洋吃遍日本」DVD的第一波附有預約特典特別頭巾並監修。

## 主持節目

### 現在主持節目
- 大泉洋吃遍日本（日语：おにぎりあたためますか）
- 第一推薦!（日语：イチオシ!）（現場直播）
- WIDE!SCRAMBLE（日语：ワイド!スクランブル）（朝日電視台）於北海道地方新聞（平日11時42分 - 11月45分的主持人，不定期）
- HTB News（日语：HTBニュース）（平日23時10分 - 23時15分的地方新聞，不定期）
- 探險!秘境車站 ~超maniac travel guide~（日语：探検!秘境駅 〜超maniac travel guide〜）（旁白）

### 過去主持節目
- 遊覽夢想的土地（日语：遊々ゆめらんど）
- 爪哇物語
- 廣泛情報 夕方Don!Don!（日语：情報ワイド 夕方Don!Don!）
- 週刊Nan!Can!（日语：週刊Nanだ!Canだ!）
- 朝番!（日语：あさばんっ!）
- 交通!北海道（日语：往来！ほっかいどう!）
- 面板猜謎25（日语：パネルクイズ アタック25）（ABC，2008年1月6日播出） - 和大野惠主播登場。
- Skip (情報節目)（日语：スキップ (情報番組)）
- 情報市場（日语：情報マルシェ!，2012年4月 - 7月） - 後任由岸田彩加主播接替。

## 演出

### 舞台劇
- DIARY〜失ったガラスの靴を探して…〜（页面存档备份，存于）（2005年12月23日 - 25日、札幌LOFT 五番舘紅磚廳、鈴井貴之導演）
- Memory〜はがされた時間〜 （2006年12月15日 - 17日、生活支援型文化施設コンカリーニョ、鈴井貴之導演）

### 電視動畫
- 魔法使的條件 〜夏日的天空〜 - 飾演 廣播節目主持人（配音）

### 播客
- 遥かなる？ではない！四十路への道（HTB播客）

## 外部連結
- HTBアナウンサー 佐藤麻美プロフィール （日語）
- 幸せ満腹道場 - 本人日誌 （日語）
- 以前の日記はこちら - 舊本人日誌 （日語）
- おにぎりあたためますか（页面存档备份，存于） （日語）